# Haussy Communal Cemetery
Haussy Communal Cemetery is een Britse militaire begraafplaats gelegen in de Franse plaats Haussy (Noorderdepartement). De begraafplaats wordt onderhouden door de Commonwealth War Graves Commission.
De begraafplaats telt 18 geïdentificeerde Gemenebest graven uit de Eerste Wereldoorlog.